# Beilhique de Mengujeque

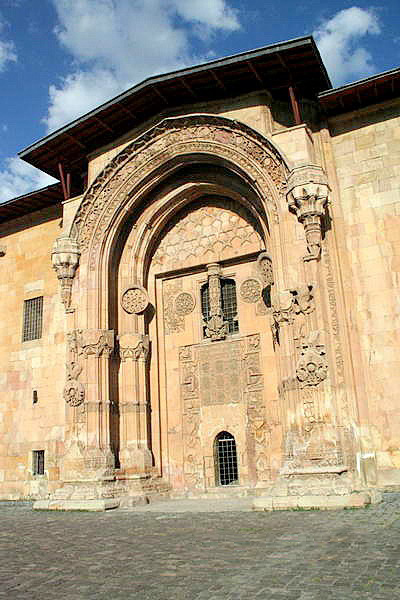
Portal da Grande Mesquita de Divrigi, um dos principais monumentos erigidos pelos mengujêquidas

Beilhique de Mengujeque (em turco: Mengücek Beyliği ou Mengüçlü Beyliği) ou Mengujêquida (em turco: Mengücekoğulları) foi um beilhique turco criado após a batalha de Manzicerta (1071) na Anatólia Oriental. Sua dinastia reinante foram os mengujêquidas e se estendeu pelas regiões de Erzinjane e Divrigi nos séculos XII e XIII.

## História
A dinastia foi fundada por Mengujeque Gazi, do qual pouco se sabe. Provavelmente era um dos comandantes enviados pelo sultão seljúcida Alparslano para ocupar partes da Anatólia depois da vitória sobre os Bizantinos na batalha de Manzicerta. O principado parece ter sido fundado nos anos seguintes à batalha. Depois da morte de Emir Ixaque em 1142, o beilhique separou-se em dois ramos, o de Divrigi e o de Divrigi. O primeiro Erzinjane foi subjugado pelo Sultanato de Rum em 1228 e o de Divrigi terminou em 1277, sendo absorvido pelo Ilcanato.
A dinastia é conhecida sobretudo pelos seus monumentos em Divrigi. A Grande Mesquita de Divrigi foi construída em 1228 por Amade Xá. O centro médico anexo, ou Darüşşifa, foi construído no mesmo ano por Turã Maleque Sultão, filha do governante Mengujeque de de Erzinjane, Faradim Beram Xá. Os dois edifícios estão classificados conjuntamente como Património Mundial pela UNESCO.

## Lista de governantes
| - Mengujeque Gazi (1072–1118) - Ixaque (1118–1142) Ramo de Erzinjane - Daúde Xá (1142–1162) - Soleimão Xá (1151–1162) - Faredim Barã Xá (1162–1225) - Aladim Davi Xá II (1225–1228) |  | Ramo de Divrigi - Soleimão ibne Ixaque (1142–1162) - Saim Xá (1162–1198) - Soleimão II ibne Saim Xá (1198–1227) - Amade Xá ((1227–1251) - Maleque Sale (1251–1277) |